# Betteweer
Betteweer (auch Bettewehr) war ein Kirchdorf an der Ems. Es lag südwestlich von Rysum im heutigen Stadtgebiet von Emden in Ostfriesland. Das Ursprungsdorf war nach verheerenden Sturmfluten bereits um 1590 ausgedeicht. Nordöstlich entstand ab 1605 eine Nachfolgesiedlung (Bettewehr II), die im Zuge der Weihnachtsflut 1717 so schwer beschädigt wurde, dass man sie 1720 ebenfalls ausdeichte. Die Neujahrsflut 1721 vernichtete die letzten Reste des Ortes. Sowohl die Ursprungs- als auch die Nachfolgesiedlung befinden sich heute wieder innerhalb der Deichlinie. Am südlichen Ufer des Mahlbusens erinnert ein Denkmal an Bettewehr II.